# Prospect, New York
Prospect är en ort i Oneida County i delstaten New York, USA.